# Trepka
Trepka (Paramecium) je rod obrvených vodních prvoků z kmene nálevníci, třídy chudoblanní. Mnoho znaků sdílí s ostatními zástupci svého kmene, ale má mnoho jiných, unikátních vlastností. Charakteristický je tvar boty, který dal tomuto prvokovi i české rodové jméno.
Z organel jsou patrná buněčná ústa (cytostom), kde vznikají potravní vakuoly, dále například stažitelná vakuola. Z metabolického hlediska jsou to heterotrofové, fagocytují bakterie; někdy však mohou obsahovat zelené endosymbionty. Rozmnožují se pohlavně i nepohlavně (pohlavní proces je tzv. konjugace). Trepka velká se živí např. planktonem, bakteriemi nebo velice drobnými živočichy. Jeden z největších prvoků (viditelná okem).

## Druhy
Rozeznáváme mnoho druhů rodu Paramecium. Známé jsou:
- trepka zelená (Paramecium bursaria)
- trepka velká (Paramecium caudatum)

## Rozmnožování
Trepka se rozmnožuje většinou nepohlavně. Jedinec vyroste na dospělém jedinci a po čase se oddělí. Trepky mají i pohlavní rozmnožování. Nazývá se konjugace. Jedinci splynou buněčnými ústy, generativní jádro prodělá redukční dělení, vegetativní se dvakrát rozpadá. Následuje vznik čtyř jader, tři z nich zanikají a čtvrté se haploidně rozdělí na dvě. Jádra v buňkách splynou v synkarion a konjuganti se rozestoupí. Následují tři za sebou jdoucí jaderná dělení. Výsledkem konjugace je vznik osmi trepek.